# Kamerun i olympiska sommarspelen 1992
Kamerun deltog i de olympiska sommarspelen 1992 med en trupp bestående av åtta deltagare, men ingen av landets deltagare erövrade någon medalj.

## Friidrott
Herrarnas maraton
- Paul Kuété — 2:22,43 (→ 46:e plats)

- Samuel Nchinda-Kaya
- Monique Kengné
- Léonie Mani
- Georgette N'Koma
- Susie Tanéfo
- Louisette Thobi